# Plotopuserica darwiniana
Plotopuserica darwiniana är en skalbaggsart som beskrevs av Brenske 1900. Plotopuserica darwiniana ingår i släktet Plotopuserica och familjen Melolonthidae.
Artens utbredningsområde är Madagaskar. Inga underarter finns listade i Catalogue of Life.